# Tonota
Tonota este un sat în Botswana.